# Ismael Silva de Jesus
Ismael Silva de Jesus (Palmelo, Goiás, 12 de agosto de 1953 — Goiânia, Goiás, 9 de agosto de 1972) foi um dos 15 goianos reconhecidamente desaparecido ou morto devido a ditadura militar.
Ismael, cujo codinome era Olavo, era estudante secundarista e membro importante do Partido Comunista Brasileiro (PCB), sendo o responsável por guardar os livros do partido que explicavam a atual conjuntura política do Brasil.
Ismael foi preso durante operações militares para desmontar o PCB. Durante a prisão ele foi submetido a diversas torturas, principalmente eletrochoque. Para a Comissão da Verdade, Ismael não aguentou as torturas e acabou falecendo poucos dias antes de completar 19 anos. Já na versão oficial da ditadura militar, Ismael se suicidou com uma corda de persiana por não aguentar “a vergonha de estar preso”.
Ainda hoje, em seu estado natal, Ismael é considerado um símbolo da luta dos jovens durante a ditadura, bem como um grande exemplo das vítimas da ditadura que morreram extremamente jovens, recebendo passeatas, escolas  e monumentos em sua homenagem, juntamente com os outros 15 goianos que foram vítimas da ditadura.

## Biografia
Ismael Silva de Jesus nasceu no dia 12 de agosto de 1953 em Palmelo, cidade localizada em Goiás. Ismael era filho de Jandyra Jesus da Silva e Ismail Augusto da Silva, e irmão de Paulo Silva de Jesus e Luiz Irmão Silva, que também participaram de movimentos contra o estado ditatorial no Brasil.
Ismael era estudante secundarista do Colégio Pedro Gomes em Campinas (SP). De acordo com Paulo, quando faleceu, Ismael havia acabado de finalizar os estudos no Madureza — um curso para jovens e adultos, equivalente ao supletivo — e havia se inscrito para prestar o vestibular para fazer o curso de história.
Membro do Partido Comunista Brasileiro, um dos opositores ao regime militar do país, Ismael possuía o codinome Olavo dentro da guerrilha. Uma de suas funções no partido foi ser assessor do então vereador de Goiânia, João Silva Neto, e o responsável por cuidar dos livros do partido. Estes livros tinham um papel na luta contra o regime militar, sendo neles explanados o ponto de vista do partido sobre a conjuntura política do Brasil na época, os livros eram inclusive de leitura obrigatórios para todos que ingressassem ao partido.
Ismael foi preso pelos militares no dia 12 de julho de 1972 e levado de sua casa para o 10° Batalhão de Caçadores de Goiás, onde ficou por cerca de um mês sendo submetido a torturas, falecendo no dia 9 de agosto, três dias antes de seu aniversário de 19 anos. O corpo foi entregue a família no dia 11 e sepultado no dia 12 no Cemitério Parques de Goiânia. Tanto no velório como no enterro foram observados agentes do estado a paisana.

## Circunstâncias de morte
Ismael foi preso no dia 12 de julho de 1972 enquanto estava em sua casa. Sua prisão ocorreu devido a operação que buscava desmantelar o PCB, sendo presas também pelo menos outras oito pessoas do Comitê Municipal em Goiás. Durante o mês que ficou preso, Ismael foi vítima de diversas torturas com testemunhas que prestaram seu relato a Comissão da Verdade (responsável por investigar se mortes e desaparecimentos durante o período ditatorial militar brasileiro são frutos da repressão ou não). O local em que Ismael passou seu último mês de vida foi o 10° Batalhão de Caçadores de Goiás, comandado pelo Major Rubens Robine Bizerril — hoje este batalhão é o 42° BIM (Batalhão da Infantaria Motorizada).
Após o falecimento de Ismael, o coronel Eni de Oliveira Castro informou que havia sido suicídio e abriu um Inquérito Policial Militar (IPM) para apurar as circunstâncias do ocorrido. A Secretaria de Segurança Pública de Goiás indicou para a Polícia Técnica realizar um exame pericial e para a Divisão de Medicina Legal fazer o exame necroscópico. O resultado do exame, assinado pelo legista Antônio Carlos Curado e Jerson Cunha, indica que a causa da morte foi asfixia mecânica por enforcamento. De acordo com a Memórias da Ditadura, os termos do resumo produzido pelo Núcleo de Goiânia do Serviço Nacional de Informações (SNI) conta que:
“a —  o cadáver não apresentava nenhuma equimose ou escoriações e que o corpo se achava suspenso por cordões semelhantes aos usados nas persianas, sendo notada a falta do referido cordão na persiana de um dos aposentos do quartel; b —  que foi encontrado no cadáver apenas o sulco duplo proveniente do enforcamento pelo cordão; c — que a morte do epigrafado foi causada por enforcamento, por ele mesmo praticado.”
O capitão Ivan Vaz de Campo afirmou ainda que Ismael teria se matado por problemas de consciência ao apontar pessoas a ele ligadas por laços de parentescos e afetivos aos militares ou ainda por recear represálias de pessoas do PCB.
Os militares tiraram algumas fotos da cena como Ismael foi encontrado morto, nestas ele aparece sentado com o corpo encontrado na parede e com o pescoço atado por uma corda de persiana presa a um porta toalhas. O irmão de Ismael, Paulo, quando recebeu o corpo do irmão contou que ele apresentava sinais de tortura, como o olho direito salpicado de manchas pretas e as orelhas e unhas também estavam pretas, o que para ele significa que o irmão foi vítima de excesso de choque.
Para a Comissão da verdade Ismael morreu em decorrência das torturas sofridas, sendo recomendado pela Memórias da Ditadura a retificação da certidão de óbito de Ismael.

## Investigação
A Comissão da verdade conduziu uma investigação referente às causas da morte de Ismael. O inquérito foi conduzido na sede do Sindicato dos Jornalistas no Estado de Goiás, em 18 de outubro de 2013. A partir dos depoimentos prestados, foi possível obter testemunhos de diversas pessoas que estiveram presente com Ismael durante seu período de prisão, e inclusive testemunhos de sua morte, que de acordo com eles, não foi suicídio, mas sim consequência das torturas sofridas pelos agentes do Estado Brasileiro.
Uma das testemunhas que presenciaram os últimos dias de Ismael foi Aguinaldo Lázaro Leão, que servia ao Batalhão o qual Ismael foi preso; contudo também fazia parte da resistência à ditadura. Em seu depoimento à Comissão da Verdade, Aguinaldo conta que conseguiu conversar com Ismael enquanto ele estava preso (sem conseguir efetivamente vê-lo) e percebeu que o amigo de infância possuía a voz fraca, o que ele acredita ser resultado dos sofrimento que o amigo estaria passando. Ismael teria reclamado também de estar com o braço fraturado e teria pedido para Aguinaldo tranquilizar sua família. Ismael teria contado a Aguinaldo (cujo codinome era Raul) que teria dado informações que levariam os militares a ele, ainda assim Aguinaldo acabou optando por não fugir e foi preso. Na prisão, enquanto era submetido a tortura, Aguinaldo passou por acareação (processo de confrontar duas testemunhas) com Ismael.
Não apenas com Aguinaldo, Ismael também passou por acareação com João Silva Neto, vereador que Ismael foi assessor. Para a Comissão da Verdade, João contou que Ismael foi levado até ele, pois João não estava cooperando com os militares. João realçou que normalmente em acareações era permitido que ele visse o rosto da pessoa, mas não o deixaram ver Ismael, apenas ouvi-lo, o que para ele significa que Ismael já estava bastante debilitado. João conta a comissão que “criaram aquela situação de o Ismael conversar comigo, identificação mútua, e,claro, nós conversamos e eles ficaram sabendo que eu conhecia o Ismael e o Ismael me conhecia. Aí eles perguntaram para o Ismael: “Ismael, o João está aqui, está querendo bancar o durão aqui. O que você aconselha para ele?”.O Ismael falou assim para mim: “O João, não precisa ficar sofrendo assim,não. Eles já estão sabendo das coisas”.
Mauro Curado Brom, foi outro depoente e ex-preso político. Seu relato não foi sobre experiências próprias, mas sobre uma confidência de Geraldo Tibúrcio, coordenador do partido PCB em Anápolis, que havia lhe dito que foi colega de cela de Ismael e teria presenciado sua morte, que teria sido realmente fruto das torturas dos militares.
José Elias Fernandes foi outra pessoa que estava presa no mesmo batalhão de Ismael. Ele conta que seu cárcere era em um sanitário ao lado da cela de Ismael, deste modo ele ouviu diversas torturas as quais Ismael foi submetido e, inclusive, a própria morte de Ismael que ele afirma ter sido sim resultado da tortura.
Laurenice Noleto Alves, relata as confidências de seu marido Vilmar, que teria ficado em uma cela próxima a de Ismael, sendo possível se contatarem. Laurenice contou a Comissão que seu marido estava presente no assassinato de Ismael. Em seu testemunho ela conta:
“Ele teria conversado com o Ismael todos os dias, porque eles estavam presos em celas ao lado, e que ele pegava informações. Quando ele começou a descobrir que dava para conversar com outra pessoa, tinha barulhos e ruídos, deu pra conversar com muita dificuldade, porque a fala do Ismael estava muito difícil e arrastada, e ele contou o quanto estava sendo torturado e que as forças dele estavam acabando e que ele acreditava até que, em uma próxima sessão, ele poderia não sair mais vivo. Essas foram as últimas falas dele como Vilmar. Depois o Vilmar ouviu barulhos dele sendo arrastado. Pelo barulho que ele percebia é que ele já não andava mais, é que ele estava sendo levado para fora da cela e trazido arrastado, e que ele ouviu ele sendo arrastado para fora e, momentos depois – ele não soube precisar, e eu também não perguntava, porque eu não esperava que ele morresse antes de eu registrar isso em um livro – ele percebeu que um corpo estava sendo arrastado de volta, e que uma cena de alguma coisa estava sendo montada. Provavelmente então depois concluímos que era a cena do suicídio, porque ouvia vozes de várias outras pessoas e flashes de máquinas com certeza fazendo as fotos desse momento aí depois que montaram o ambiente de suicídio e fizeram o registro fotográfico.”.
O irmão de Ismael, Paulo, suspeitava de que o irmão havia morrido devido a tortura de choque. Testemunhas na Comissão da Verdade revelaram que o batalhão o qual Ismael foi preso utilizava de fato este método, possuindo “cadeira do dragão’, que seria um condutor de eletricidade.
Em uma reportagem da Revista Veja, de 22 de maio de 1991, também apresentada no inquérito para descobrir a verdade sobre a morte de Ismael, demonstrava que para conseguir realizar um suicídio nas condições apresentadas pelos militares “a pessoa teria que amarrar a ponta de uma corda em um ponto alto e bem firme, sentar-se, amarrar a outra ponta de uma corda em um ponto alto e dar um salto acrobático para frente”, ação que Ismael não teria forças para fazer dada suas condições física no momento. Além disso a persiana foi encontrada intacta, sem demonstrar nenhum impacto com a ação e a posição que o corpo foi encontrado também põe em xeque a versão de suicídio.
Baseada nessas informações, concluiu-se que Ismael não se matou, mas sim foi assassinado pelos agentes do Estado, durante sessões de tortura.

## Homenagens
Sendo um dos 15 goianos considerados oficialmente morto ou desaparecido devido a ações da repressão da ditadura militar, Ismael recebeu algumas homenagens da população de sua cidade. Uma delas é o Monumento aos Mortos e Desaparecidos na Luta Contra a Ditadura Militar. Localizada na Avenida Assis Chateaubriand em frente ao Bosque dos Buritis, a obra foi inaugurada no dia 27 de agosto de 2004 para homenagear goianos mortos e desaparecidos políticos dos anos de 1968 e 1969. Ela possui 15 gomos, sendo que cada um representa uma vítima do regime militar. Estes gomos possuem cortes com objetivo de escorrer água, representando as lágrimas derramadas pelos familiares das vítimas.
Em novembro de 1992, a prefeitura de Goiânia autorizou a construção de um monumento na Praça Universitária, com a inscrição "Goiás homenageia seus filhos José Porfírio de Souza, Honestino Monteiro Guimarães, Marco Antônio Dias Batista, Paulo de Tarso Celestino da Silva, James Allen Luz, Ismael Silva de Jesus, Durvalino de Souza,Ornalino Cândido da Silva, Divino Ferreira de Souza e Miquéias Gomes de Almeida. A ditadura militar os matou entre 1968 e 1974, porque eles defendiam a LIBERDADE E A JUSTIÇA".
Há também uma escola estadual cujo nome é em homenagem a Ismael, o Colégio Estadual Ismael Silva de Jesus, no Bairro da Vitória, em Goiânia.
Além dessas homenagens, periodicamente a população de Goiânia realiza passeatas para lembrar dos 15 cidadãos que morreram na ditadura, como por exemplo, o cortejo fúnebre que ocorreu no dia 1° de abril de 2019, para lembrar os 55 anos do golpe militar. Nesta passeata cinco cruzes foram carregadas por pessoas vestidas de branco, ao som das “Bachianas”. A passeata percorreu a porta da Catedral Metropolitana, rumo ao Monumento aos Mortos e Desaparecidos pela Ditadura Militar.